# Palasthotel (Berlin)

Logo des Hotels

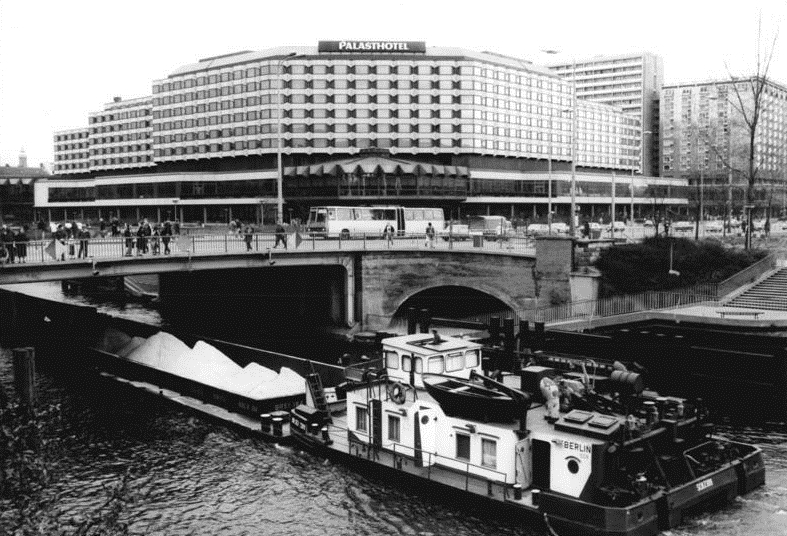
Das Hotel vom Palast der Republik aus aufgenommen, 1985

Das Palasthotel wurde 1979 im Berliner Ortsteil Mitte unmittelbar an der Spree eröffnet und bis 1992 von der Interhotel-Kette betrieben. Nach der Schließung folgte 2001 der Abriss des Komplexes, auf dessen Gelände anschließend das CityQuartier DomAquarée errichtet wurde, in dem heute ein Hotel der Radisson-Collection-Kette untergebracht ist.

## Lage

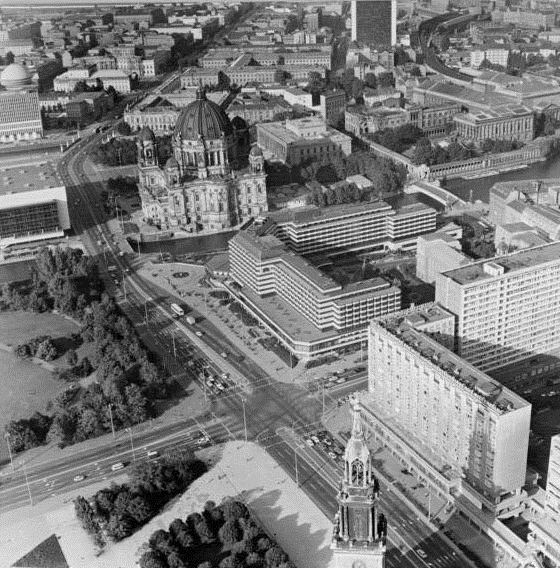
Das Palasthotel in der Bildmitte. Dahinter der Berliner Dom. Am linken Bildrand hinten der Palast der Republik und vorne das Marx-Engels-Forum.

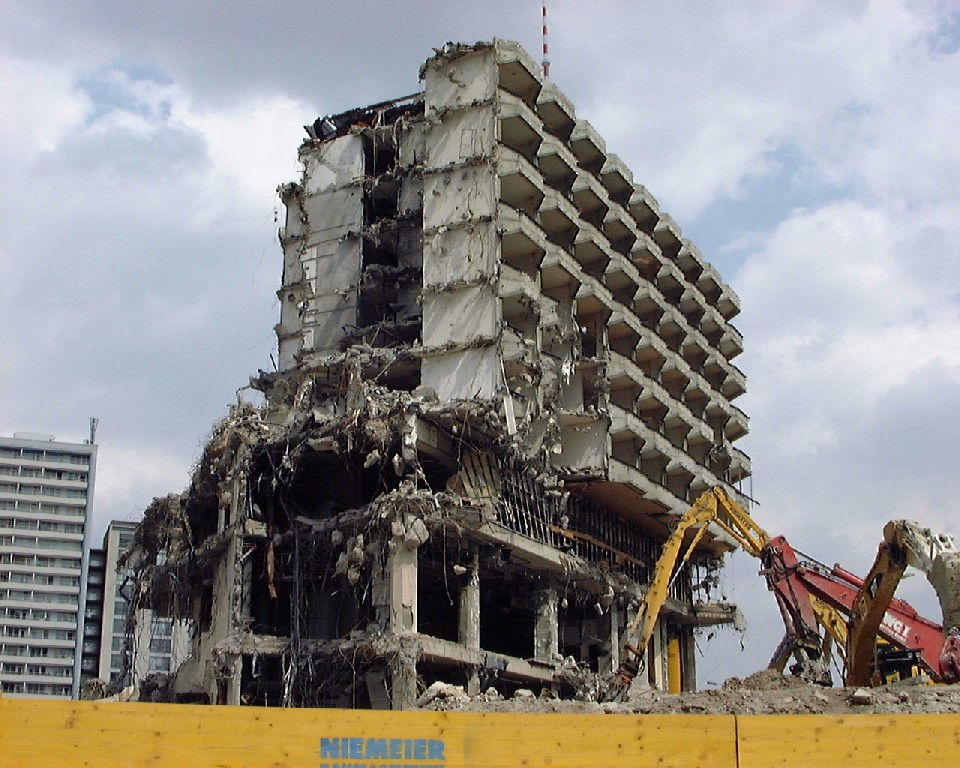
Mai 2001: Die letzten Mauern fallen…

Das Palasthotel der DDR lag auf einem Grundstück an der Spree, das von der Karl-Liebknecht-Straße und der Spandauer Straße begrenzt wurde. Auf der anderen Uferseite befand sich der Berliner Dom und der mittlerweile ebenfalls abgerissene Palast der Republik. Das Marx-Engels-Forum war auf der anderen Seite der Karl-Liebknecht-Straße.

## Das Palast-Hotel am Potsdamer Platz
Vor dem Palasthotel an der Spree gab es bereits ein Hotel mit diesem Namen am Potsdamer Platz. Das von Ludwig Heim zwischen 1892 und 1893 erbaute Haus lag nördlich zwischen Potsdamer und Leipziger Platz, gegenüber dem Hotel Fürstenhof. Das Palasthotel wurde bis 1913 von dem Unternehmen Aschinger erworben.
Ab 1936 wurde das Gebäude vom Mitteleuropäischen Reisebüro genutzt. Beim Bau des 1939 eröffneten S-Bahnhofs Potsdamer Platz der Nordsüd-S-Bahn wurde der westliche Gebäudeflügel vollständig von einem aufwendigen Tragwerk abgefangen, um darunter den S-Bahnsteig für die Fahrtrichtung Norden errichten zu können. Noch heute sind auf diesem Bahnsteig die wuchtigen Stützen in Bahnsteigmitte zu erkennen, die zunächst als beleuchtete Schauvitrinen genutzt wurden. Das Gebäude brannte 1943 bei einem alliierten Luftangriff aus, die Ruine wurde in der Nachkriegszeit abgeräumt.

## Geschichte

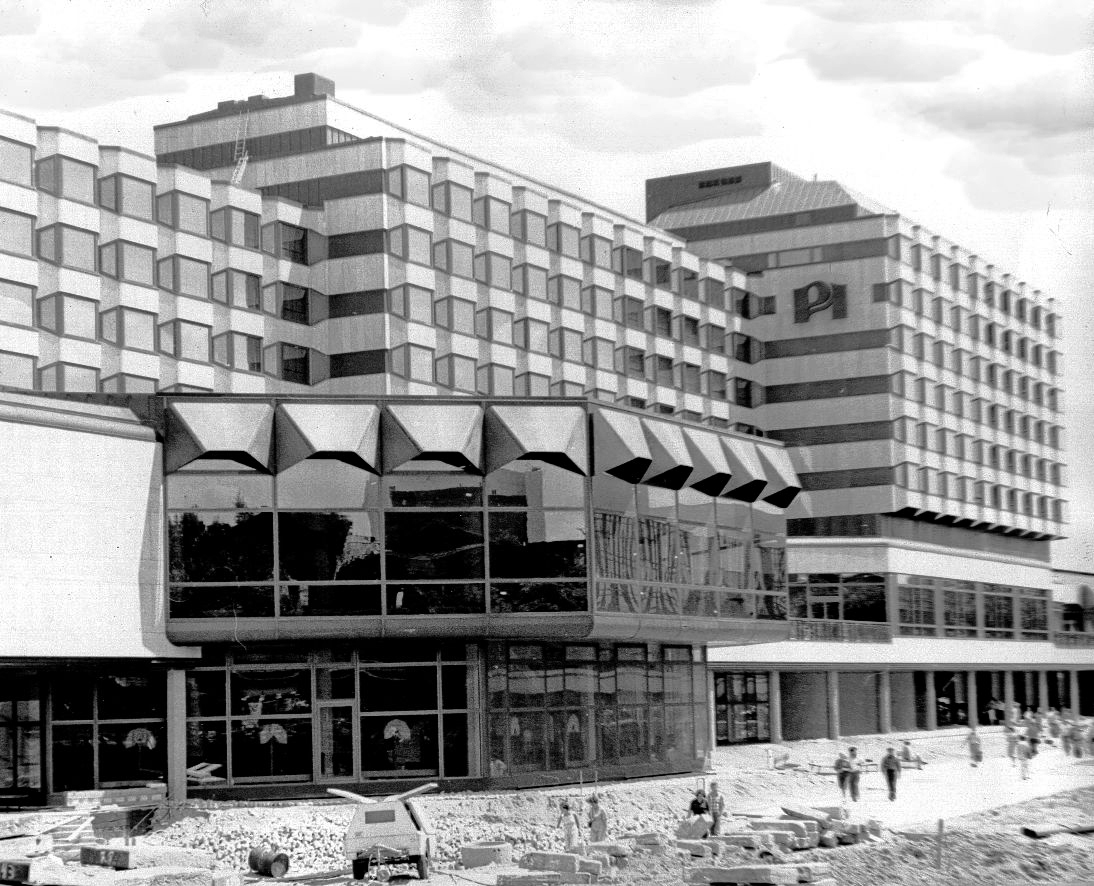
Palasthotel im Bau, 1979

Mit der Planung für das neue Hotel wurde 1976 begonnen. Auf dem Gelände befanden sich vor dem Zweiten Weltkrieg Wohnhäuser, die zum Teil schwer beschädigt und um 1950 abgerissen worden waren. Nach einem Entwurf von Ferenc Kiss begannen die Bauarbeiten unter der Leitung von Erhardt Gißke. Der dreiflügelige Bau, der sich um einen Innenhof spannte, war vertikal in drei Bereiche untergliedert. Die unteren zwei, teilweise drei Stockwerke waren ein horizontal ausgerichteter Flachbau, in dem sich Restaurants, Bars und ein Café – mit zusammen 2000 Sitzplätzen – befanden. Verbunden über ein technisches Zwischengeschoss thronte darüber ein Bau mit 600 Hotelzimmern und 40 Suiten mit insgesamt 1000 Hotelbetten. Der Haupteingang befand sich mit der Vorfahrt im Innenhof, durch den auch die Tiefgarage erreicht werden konnte.
Das Hotel war eines von mehreren Hotels in der DDR, die nur für konvertible Währungen genutzt werden konnten und hauptsächlich auf ein westliches Publikum ausgerichtet waren. Dafür war es mit „West-Produkten“ ausgestattet, die sonst in der DDR kaum oder nicht erhältlich waren, wie die Limousinen von BMW, Audi und Volvo. Dem DDR-Devisenbeschaffer Alexander Schalck-Golodkowski und dem Ministerium für Staatssicherheit (MfS) diente es als Kontaktort. Schalck-Golodkowski unterhielt in den Zimmern 80.26 und 80.27 ein Büro unter Leitung des Österreichers Herbert Rübler. Der für den Einkauf von Westprodukten zuständige Rübler verstarb 1989 an einer Kopfverletzung im Palasthotel.
Das MfS überwachte große Teile des Hotels per Video und hatte 25–30 der Zimmer mit versteckten Audio- und Videoaufzeichnungsgeräten ausgestattet. Für den Dienst interessante Gäste bekamen diese Räume zugeteilt. Unter anderem setzte das MfS Prostituierte ein, um Informationen von westlichen Gästen abzuschöpfen. Den Terroristen Abu Daoud, Drahtzieher der Geiselnahme von München 1972, brachte das MfS ab 1981 für längere Zeit in dem Hotel unter.
Nach der deutschen Wiedervereinigung wurde das Hotel bis 1992 von der Interhotel AG weitergeführt. Die erste Landesvertretung von Nordrhein-Westfalen in Berlin bezog einen Trakt. Die Radisson SAS-Kette übernahm 1992 das Haus. 1995 wurde es noch einmal für 60 Millionen Mark umfassend renoviert.
Am 1. Dezember 2000 wurde das Hotel geschlossen, und am 15. Januar 2001 begann sein Abriss. Bei den Abrissarbeiten wurde am 20. Juni 2001 in vier Metern Tiefe eine amerikanische 250-Kilogramm-Fliegerbombe gefunden. Seit 1979 befand sich das Betonfundament des Hotels über dem Blindgänger, der 55 Jahre unbemerkt im Erdreich lag. Die Bombe wurde vor Ort entschärft.
In Thomas Brussigs 2004 erschienenen Roman Wie es leuchtet spielt das Hotel eine zentrale Rolle. Matthias Matussek war als Korrespondent im Palasthotel untergebracht. Seine Erinnerungen und Beschreibungen über die deutsche Einheit veröffentlichte er in den Büchern Palasthotel oder Wie die Einheit über Deutschland hereinbrach und Palasthotel Zimmer 6101. Reporter im rasenden Deutschland.

## Gastronomie

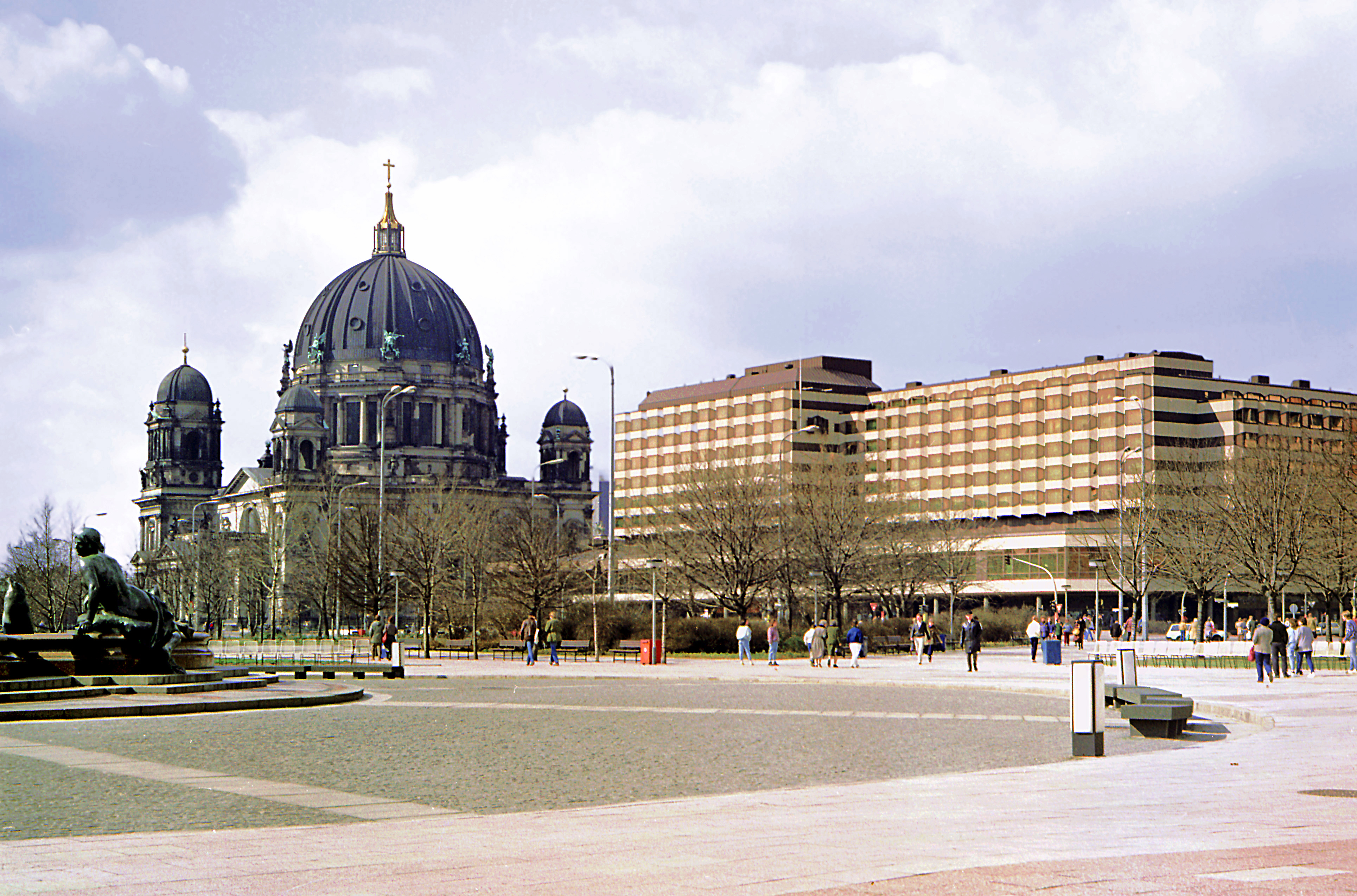
Berliner Dom und Palasthotel, 1986

Die gastronomischen Bereiche des Palasthotels konnten auch von DDR-Bürgern genutzt werden. Das Hotel beherbergte das große Café am Palast sowie mehrere Restaurants und Bars. 
Im seitlichen Flügel, im ersten Stock zum Berliner Dom hin, gab es zusätzlich einen Festsaal, der funktionell in mehrere Räume getrennt werden konnte. Es gab insgesamt acht Küchen für die genannten Restaurants.
Das Restaurant Jade teilte sich mit dem französischen Restaurant Rôti d’or eine Küche. Auch für das Café am Palast und die Domklause war eine Küche zuständig. Im Keller befanden sich die Hauptküche sowie Schockfroster, Kühlhäuser und Vorbereitungsräume.
- Rôti d’or, Speiserestaurant mit französischer Küche
- Märkisches Restaurant, Speiserestaurant (176 Plätze)
- Jade, asiatisches Restaurant
- Quick, Selbstbedienungsrestaurant (120 Plätze)
- Domklause, Restaurant für deftigere Speisen, mit zusätzlicher Terrasse zu Spree hin
- Cafe am Palast inklusive Terrasse (Blick auf Spree Berliner Dom und Palast der Republik)
- Nante-Eck, Bierkneipe (75 Plätze)
- Grill
- Skybar
- Sinus-Bar, exklusive Nachtbar
- Pianobar
- Kaminbar